# Pedro Tobias
Pedro Tobias (Bekarzala, 14 de março de 1947) é um médico ginecologista, obstetra, mastologista e político libanês radicado no Brasil.

## Biografia
Nascido no Líbano, formou-se em medicina na França na Faculdade de Medicina de Montpellier. Integrou o movimento Médicos sem Fronteiras no contexto da Guerra do Vietnã. Realizou seu mestrado e doutorado pela Faculdade de Ciências Médicas da Universidade Estadual Paulista (UNESP) de Botucatu.
Foi um dos fundadores do PSDB e vereador de Bauru por dois mandatos pela sigla. Em 1998 saiu do PSDB por divergências com o grupo de  José Serra. Migrou para outro partido e foi eleito deputado estadual de São Paulo pelo Partido Democrático Trabalhista (PDT) com 43.377 votos.
Volta ao PSDB em 2002 a convite do seu amigo particular Geraldo Alckmin após ele assumir o governo do estado de São Paulo eleito pelo sufrágio universal.  
Em 2000, foi candidato a prefeitura de Bauru, ficando em terceiro lugar com 36.738 votos.
Em 2002 foi reeleito para o cargo de deputado estadual com 123.960 votos. Em 2006, foi reeleito com 228.325 votos para o cargo. Em 2010, foi novamente conduzido ao cargo de deputado estadual com 198.379 votos. Em 2014 foi reeleito pela quarta vez ao cargo de Deputado Estadual com 164.261 votos.
Em 2015, foi reeleito para ser presidente estadual do PSDB em São Paulo, cargo que também ocupou entre 2011 e 2013. No ano de 2019, renunciou ao cargo, e justificou em entrevista ao jornal Estadão, "não agradei à cúpula. O presidente do PSDB não pode ser 'office boy' de governador e prefeito. Juntou o pessoal do João Doria e do Bruno Covas e eu fiquei fora. Estavam me isolando."  Muito ligado ao grupo de Geraldo Alckmin, Tobias enfrentou os grupos políticas de Dória e Covas dentro do partido.
Defendeu a formalização da aliança de Alckmin junto ao ex-presidente Lula (PT) para a eleição presidencial de 2022 e se filiou junto do ex-governador ao Partido Socialista Brasileiro (PSB).
Pedro Tobias foi condecorado com o título de cidadão dos municípios paulistas de Agudos, Avaí, Balbinos, Barra Bonita, Bariri, Bauru, Boacaina, Boracéia, Cândido Mota, Cabrália Paulista, Dois Córregos, Duartina, Fernão, Gália, Getulina, Iacanga, Igaraçu do Tietê, Itapuí, Lençóis Paulista, Macatuba, Pederneiras, Presidente Alves, Promissão, Pongaí, Riversul, Tabatinga e Ubiarajara.

## Carreira política
- Vereador por  Bauru, por dois mandatos.
- 1998 - Eleito Deputado estadual
- 2000 - Candidato a Prefeito de Bauru
- 2002 - Reeleito Deputado estadual
- 2006 - Reeleito Deputado estadual

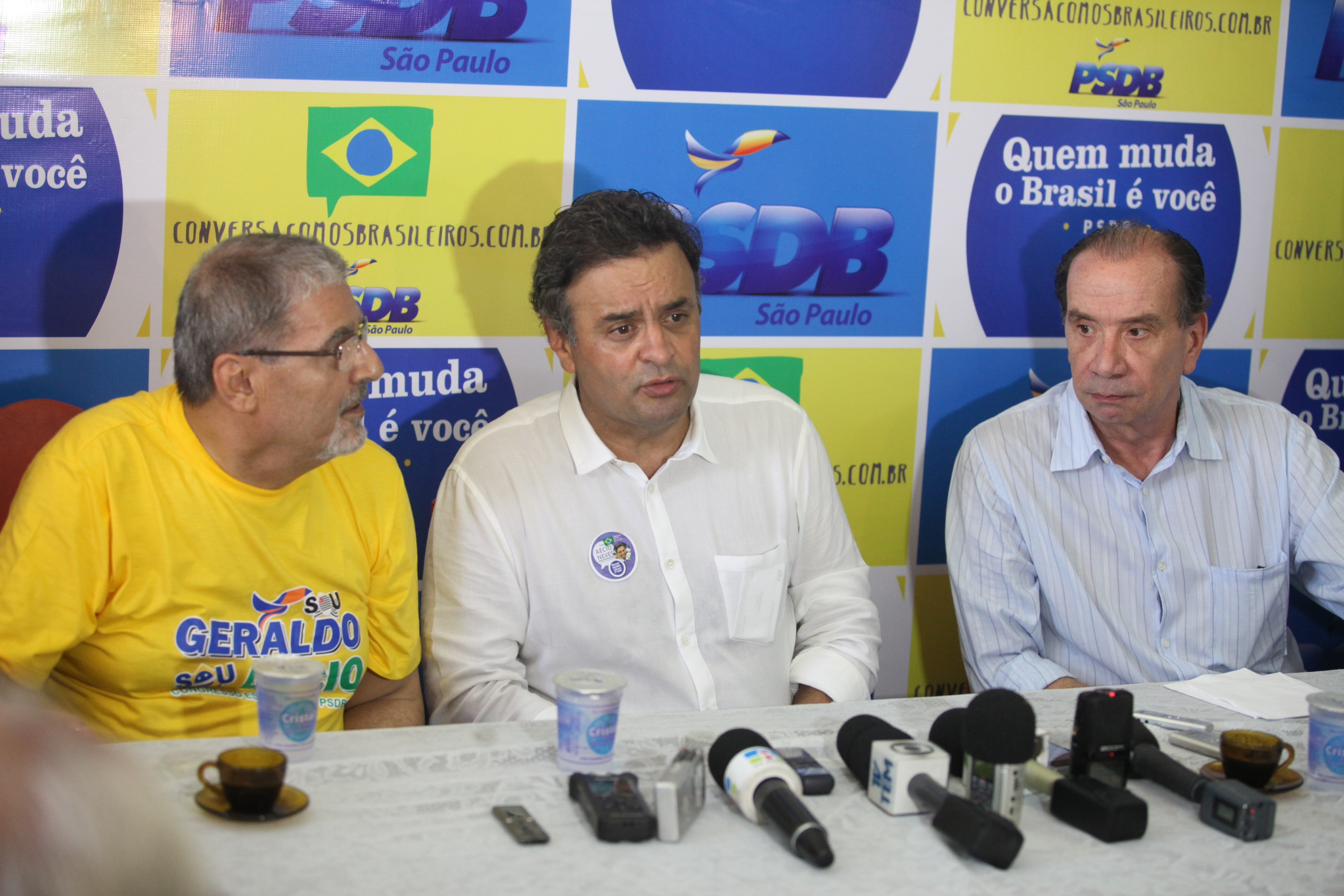
Tobias, Aécio Neves e Aloysio Nunes em Bauru em 2013.

- 2010 - Reeleito Deputado estadual
- 2014 - Reeleito Deputado estadual[22]